# 湘央生命科学技術専門学校
湘央生命科学技術専門学校（しょうおうせいめいかがくぎじゅつせんもんがっこう）は、神奈川県に綾瀬市にあるバイオ技術者・動物看護師・救急救命士を養成する専門学校。運営主体は学校法人湘央学園。同じキャンパスに『湘央医学技術専門学校』があり臨床検査技師を養成している。他にグループ校として、沖縄県に浦添看護学校と沖縄アカデミー専門学校の2校がある。

## 沿革
- 1973年 前身の日本衛生科学技術院開設準備室を発足。
- 1975年 厚生大臣指定の臨床検査技師養成施設として日本衛生科学技術院を開校。

湘央医学技術専門学校
- 1981年 法人名称を学校法人湘央学園 湘央医学技術専門学校に改組。併せて校名を湘央医学技術専門学校に改称し、臨床検査技術学科を設置。
- 1989年 臨床検査技術学科夜間コースを廃止。

湘央生命科学技術専門学校
- 1987年 湘央生命科学技術専門学校を開校し、生命工学技術学科を設置。
- 1990年 生命工学技術学科をバイオ学科へ学科名を変更。
- 1993年 救急救命学科を設置。
- 2006年 救急救命学科を2年制から3年制課程へ改組。
- 2010年 バイオ学科を応用生物科学科へ学科名を変更、2コース制（バイオコース、動物看護コース）を導入。

## 所在地
神奈川県綾瀬市小園1424-4

## 設置学科
- 応用生物科学科
  - バイオコース（2年制）
  - 動物看護コース（2年制）
- 救急救命学科（3年制）

## 対外関係
グループ校
- 浦添看護学校
- 沖縄アカデミー専門学校